# Седам вулканских врхова
Седам вулканских врхова је листа највиших вулкана на сваком од седам континената, баш као што листа „Седам врхова” садржи највише врхове на сваком од седам континената. Успон на свих седам вулканских врхова сматра се алпинистичким изазовом, први пут постављеним као таквим 1999. године.
Два од „Седам вулканских врхова” такође су на листи „Седам врхова”. Планине вулканског порекла, Килиманџаро и Елбрус, представљају највише тачке својих континената.

## Седам вулканских врхова
| Слика | Врх             | Надморска висина | Континент       | Венац                         | Држава             |
| ----- | --------------- | ---------------- | --------------- | ----------------------------- | ------------------ |
|       | Охос дел Саладо | 6.893 m          | Јужна Америка   | Анди                          | Аргентина / Чиле   |
|       | Килиманџаро     | 5.895 m          | Африка          |                               | Танзанија          |
|       | Елбрус          | 5.642 m          | Европа          | Кавкаске планине              | Русија             |
|       | Оризаба         | 5.636 m          | Северна Америка | Трансмексички вулкански појас | Мексико            |
|       | Дамаванд        | 5.610 m          | Азија           | Алборз                        | Иран               |
|       | Гилуве          | 4.368 m          | Океанија        |                               | Папуа Нова Гвинеја |
|       | Сидли           | 4.285 m          | Антарктик       |                               | Антарктик          |